# Nacktrücken-Rousettenflughund

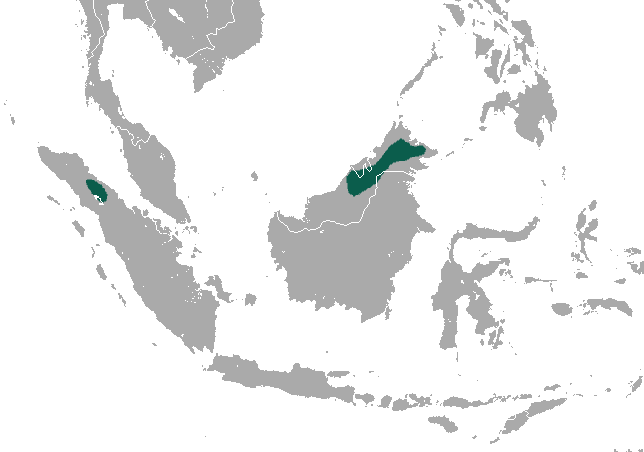
Verbreitungsgebiet (die Population im Zentrum Borneos fehlt)

Der Nacktrücken-Rousettenflughund (Rousettus spinalatus) ist ein auf südostasiatischen Inseln verbreitetes Fledertier in der Gattung der Höhlenflughunde.

## Merkmale
Mit einer Kopf-Rumpf-Länge von etwa 105 mm, einer Schwanzlänge von 9 bis 18 mm und einem Gewicht von 66 bis 94 g ist die Art ein kleineres Gattungsmitglied. Es sind 80 bis 89 mm lange Unterarme, Hinterfüße von 15 bis 19 mm Länge und 15 bis 22 mm lange Ohren vorhanden. Weibchen sind allgemein etwas kleiner als Männchen. Typisch für das Gesicht und den Hals sind ein nacktes Kinn, eine nackte Kehle und Warzen mit kurzen Haaren auf der Unterlippe und dem Kinn. Zusätzlich befinden sich an den Nasenöffnungen und zwischen den Augen warzenartige Auswüchse. Die Ohren werden nach oben hin etwas schmaler. Sie sind braun und an der Rückseite behaart. An den Schultern deuten gelborange Haare einen Kragen an, der bei erwachsenen Männchen deutlich buschig ist. Andere mit Fell bedeckte Körperteile sind graubraun und die Flughäute sind schwarzbraun. Die vorderen Bereiche der Füße sind nicht mit Haaren bedeckt.

## Verbreitung
Dieser Flughund hat eine Population im Norden von Sumatra, eine größere im nördlichen Borneo und eine kleine in Borneos Zentrum. Die Art lebt im Flachland und in Gebirgen bis 1100 Meter Höhe. Sie bewohnt tropische Wälder und besucht gelegentlich Gärten. Die Wetterbedingungen sind allgemein über das ganze Jahr gleich.

## Lebensweise
In den Höhlen, die meist als Tagesversteck dienen, ruhen einzelne Individuen oder Kolonien mit bis zu 300 Mitgliedern. Manchmal wird der Ruheplatz mit Geoffroys Flughund geteilt. Laut Berichten von Einheimischen sollen auch verlassene Vogelnester genutzt werden. Vermutlich besteht die Nahrung, wie bei nahen Verwandten, aus Nektar und Pollen. Der Nacktrücken-Rousettenflughund nutzt Klicklaute zur Echoortung. Trächtige Weibchen sind aus dem August bekannt.

## Gefährdung
Störungen in den Höhlen, Waldrodungen und Brände wirken sich negativ auf den Bestand aus. Laut Schätzungen nahm die Gesamtpopulation zwischen 2010 und 2020 mit 30 bis 35 Prozent ab. Die IUCN listet die Art als gefährdet (vulnerable).